# Schloss Berthelsdorf (Schlesien)

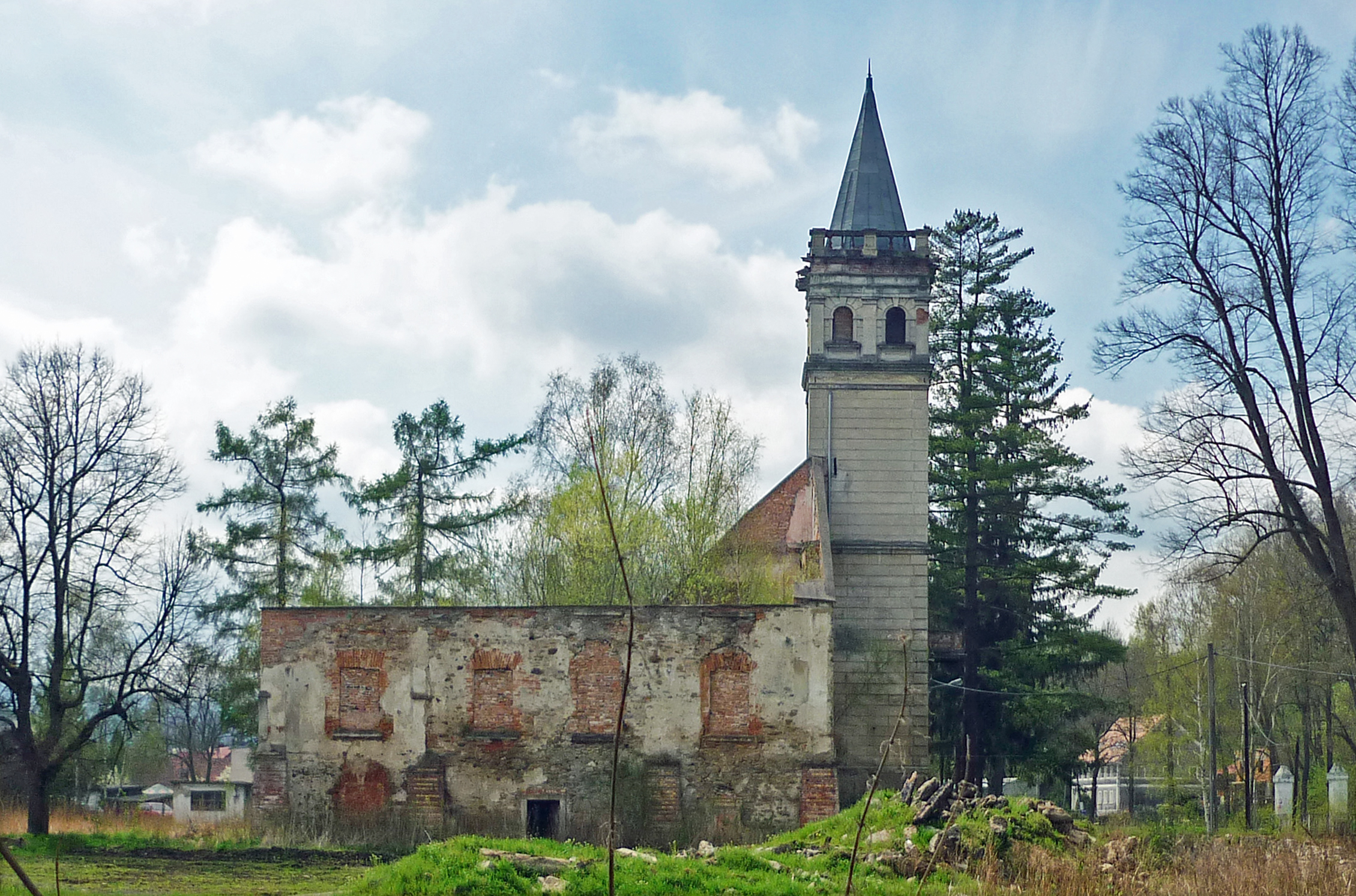
Ruine des Schlosses Berthelsdorf

Vom Schloss Berthelsdorf (polnisch Pałac w Barcinku) in Barcinek ist der markante Turm im Stil der Neorenaissance erhalten geblieben.

## Geschichte
Über die Anfänge des Schlosses ist wenig bekannt, vermutlich entstand es im 16. Jahrhundert als ein Festes Haus. Später war es im Besitz der Zedlitz, Nostitz und Schaffgotsch. Nach 1737 waren die Richthofen Besitzer. 1756 erwarb der Hirschberger Senator George Friedrich Smith das Anwesen, und 1770 kauften es die Rothkirchs. Letztere ließen die Anlage 1772 nach Süden erweitern und spätbarock umgestalten. Wohl um 1800 wurde das Schloss durch ein Mezzaningeschoss aufgestockt und erhielt ein flach geneigtes Walmdach. 1870 erwarb Dutenhofen den Besitz und ließ den Bau umgestalten. Auf den Fundamenten eines älteren Turms wurde ein markanter Turm im Stil der Neorenaissance erbaut. Kolossalpilaster, Stuckaturen und Gesimse des Gebäudekörpers stammen aus dieser Zeit. Bis zur Vertreibung der Deutschen 1945 waren die Warburg Eigentümer. Das geplünderte Schloss wurde im Oktober 1945 von den neu etablierten polnischen Behörden beschlagnahmt und in ein Erholungsheim für Regierungsmitarbeiter umfunktioniert. Später diente das Schloss einem staatlichen Landwirtschaftsbetrieb. Nach einem gescheiterten Versuch im Jahre 1971, das marode Dach zu sanieren, verfiel das Schloss. Das einsturzgefährdete Schloss wurde 2004 bis auf das Erdgeschoss zurückgebaut, der Turm wurde gesichert. Auch die barocken Wirtschaftsgebäude wurden abgetragen.

## Beschreibung
Das Gelände ist von einer Mauer mit 1565 bezeichneter Rundbogenpforte umgeben. Rechts steht das Inspektorenhaus des späten 18. Jahrhunderts, dahinter befanden sich die 2005 abgetragenen Wirtschaftsbauten. Die Fassade des Schlosses ist noch spärlich mit Pilastern und Gesimsen gegliedert. Fenstergewände des Sockelgeschosses und Sgraffitodekorationen, die unter herabgefallenen Putzschichten des 18. und 19. Jahrhunderts zum Vorschein gekommen sind, verweisen auf Bruchsteinmauerwerk der Renaissance. Die beiden oberen Stockwerke in Ziegelsteinmauerwerk, Erweiterungen des Barock und des 19. Jahrhunderts, sind dem Sicherungsabbruch zum Opfer gefallen.